# Парад суверенитетов

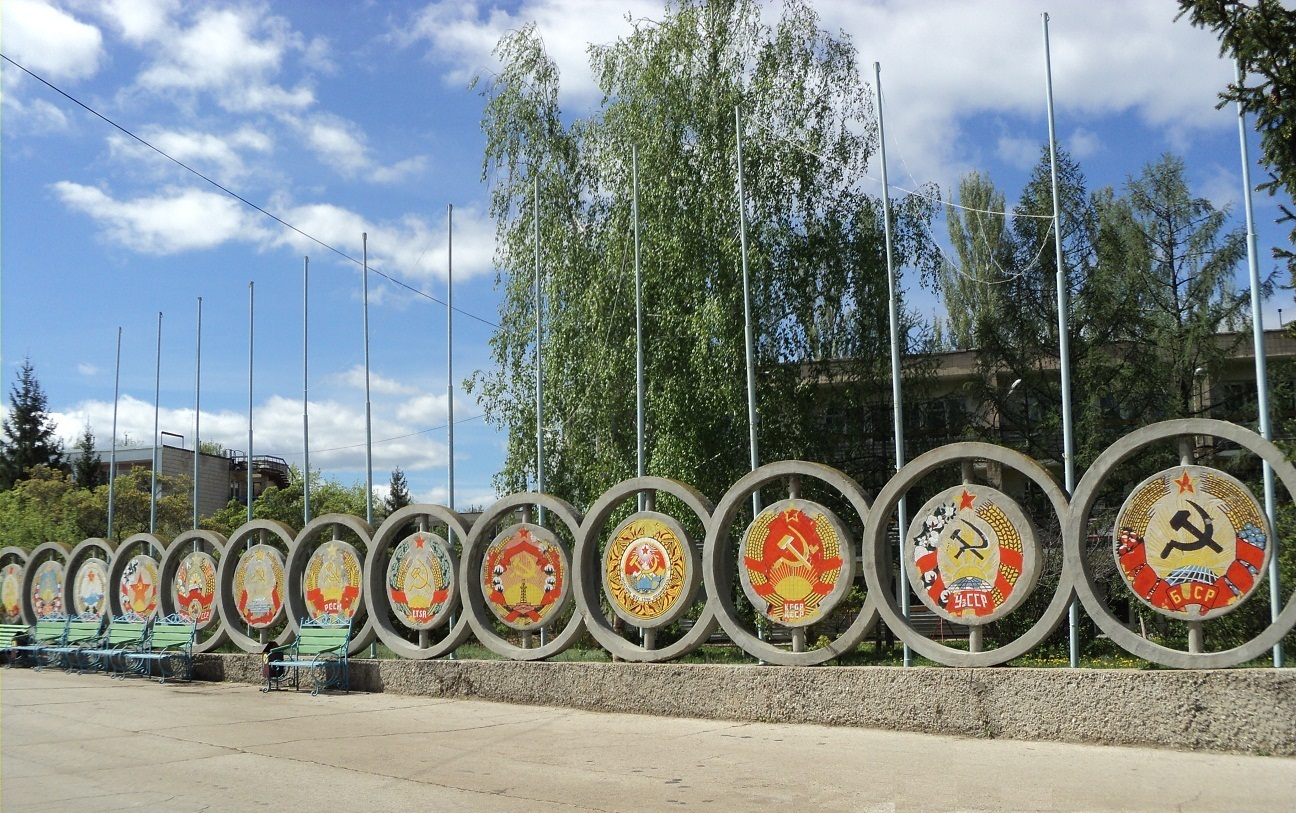
Гербы союзных республик в бывшем пионерском лагере «Алые паруса», село Ягодное, Самарская область

«Пара́д суверените́тов» — процесс принятия союзными республиками и автономиями в составе СССР и РСФСР деклараций о государственном суверенитете в 1988—1991 годах. Автором термина является народный депутат РСФСР Пётр Зерин.
«Парад суверенитетов» оформил приоритет Конституций и законов республик над союзными законами. Следствием стало разрушение правовой системы СССР и фактическое образование новых государств. Причиной «парада суверенитетов» было стремление республиканских элит к образованию новых суверенных государств. Этот процесс изначально назывался «обновлением СССР», однако был противоречив с точки зрения права и политики.
С принятием Деклараций о суверенитете началось конституирование новых государств. «Парад суверенитетов» стал одним из ключевых факторов распада СССР.
«Парад суверенитетов» на союзном уровне сопровождался разъединением территории и власти, что в итоге привело к «войне законов» и «параличу власти» союзных органов. Были попытки союзных органов сдержать этот процесс различными нормативно-правовыми актами, но властные приказы не могли быть исполнены. Единое союзное пространство для их реализации уже отсутствовало из-за раздела территории страны. В результате «война законов» привела к поражению союзных законов. Процесс ликвидации фактически безвластных союзных органов власти продолжался до 26 декабря 1991 года, когда СССР перестал существовать формально.
Итогом «парада суверенитетов» для России стала ратификация Верховным Советом РСФСР 12 декабря 1991 года Беловежских соглашений и денонсирование Союзного договора 1922 года, приведшая к ликвидации единого политического, военно-стратегического, экономического и правового пространства. Итогом «парада суверенитетов» автономных республик в РСФСР стала «суверенизация» практически всех автономных и административно-территориальных образований в составе РСФСР (ранее статус национальных государств внутри Российской Федерации, как и других союзных республик, имели только автономные республики).

## Предыстория
С момента образования Советского Союза в 1922 году, составлявшие его союзные республики, считались суверенными государствами. За каждой из них закреплялось право выхода из состава СССР, однако в законодательстве отсутствовали правовые нормы, регулировавшие эту процедуру.
Формально, союзные республики имели право вступать в международные отношения с иностранными государствами, участвовать в деятельности международных организаций; к примеру, Белорусская и Украинская ССР, по результатам достигнутых на Ялтинской конференции договорённостей, имели своих представителей в ООН, а в 1944—1946 годах на бумаге даже имели отдельные от союзных собственные вооружённые силы. В реальности при однопартийной системе все значимые политические и экономические решения принимались в центре, во главе с Политбюро ЦК КПСС. Республики и автономии внутри республик были организованы по национальному принципу. РСФСР, являвшаяся самой крупной республикой, фактически осуществляла межреспубликанское руководство ещё до образования СССР, а с его образованием российские власти автоматически стали союзными. В дальнейшем в РСФСР не было собственного отделения коммунистической партии, секретари которой в других республиках обладали относительной самостоятельностью, ряд министерств и учреждений в РСФСР также отсутствовали, существуя только на союзном уровне.

## Распад СССР
Распад СССР начался с территорий стран Прибалтики, аннексированных СССР в ходе Второй мировой войны в результате пакта Молотова-Риббентропа.
17 июня 1988 года делегация Коммунистической партии Эстонии на XIX конференции КПСС в Москве внесла предложение о разделении полномочий во всех сферах общественной, политической и экономической жизни в СССР и их передаче республиканским органам власти.
16 ноября Верховный Совет Эстонской ССР принял Декларацию о государственном суверенитете, которой установил верховенство республиканского законодательства над союзным.
26 мая 1989 года Декларацию о государственном суверенитете принял Верховный Совет Литовской ССР; 28 июля 1989 года — Верховный совет Латвийской ССР.
23 сентября 1989 Конституционный закон о государственном суверенитете принял Верховный Совет Азербайджанской ССР.
Первой территорией, заявившей о своей полной независимости, стала Нахичеванская АССР, в январе 1990 года провозгласившая выход из СССР в ответ на ввод советских войск в Баку.
11 марта 1990 года Верховный Совет Литовской Республики объявил о восстановлении действия Конституции Литвы от 12 мая 1938 года.
Литва стала первой союзной республикой, объявившей о независимости от СССР.
12 июня 1990 года Съезд народных депутатов РСФСР принял Декларацию о государственном суверенитете РСФСР, предусматривавшую верховенство российского законодательства по отношению к союзному. К декабрю 1990 декларации о суверенитете приняли Верховные Советы всех союзных республик СССР.
До августовского путча о своей независимости в одностороннем порядке объявили 5 союзных республик (Литва, Латвия, Эстония, Армения и Грузия), об отказе вступать в предполагавшийся новый союз (Союз Суверенных Государств) и переходе к независимости — только Молдавия.
Референдум проводился по всей территории Грузии включая Аджарскую автономную республику, Абхазскую автономную республику и Южноосетинскую автономную область, независимость Грузии поддержали все автономные единицы (Референдум о восстановлении независимости Грузии), провозглашённые на части территории Молдавии Приднестровская Молдавская Республика и Гагаузия объявили о непризнании независимости Молдавии, соответственно, и о желании остаться в составе Союза ССР.
Исходя из новой реальности, в декабре 1990 года президентом СССР М. С. Горбачёвым был предложен проект обновлённого Союзного договора. Его поддержал IV Съезд народных депутатов СССР.
В рамках так называемого новоогарёвского процесса весной — летом 1991 года рабочей группой был разработан проект по заключению нового союза — Союза Советских Суверенных Республик как мягкой, децентрализованной федерации. Подписание нового союзного договора, намеченное на 20 августа, было сорвано августовским путчем и попыткой отстранения М. С. Горбачёва от должности президента СССР, после чего независимость провозгласили почти все оставшиеся союзные республики, а также несколько автономных образований (в составе России, Грузии, Молдавии).
18 августа 1991 года с санкции членов ГКЧП президент СССР Михаил Горбачёв был взят под домашний арест в Форосе.
После провала ГКЧП работа над новым Союзным договором была продолжена, но теперь уже речь шла о создании Союза Суверенных Государств (ССГ) как конфедерации. Горбачёв, вернувшийся в столицу из Фороса фактически благодаря решительной позиции российского руководства, начал окончательно терять рычаги управления, которые постепенно отходили к президенту РСФСР Б. Н. Ельцину и главам других союзных республик.
6 сентября Госсовет СССР юридически признал выход из состава СССР трёх прибалтийских республик: Латвии, Литвы и Эстонии.
14 ноября главы 7 из 15 союзных республик (России, Беларуси, Казахстана, Кыргызстана, Таджикистана, Туркменистана, Узбекистана) и президент СССР Михаил Горбачёв сделали заявление о намерении заключить договор о создании — Союза Суверенных Государств (ССГ). 27 июня 1991 подготовлённый проект Договора был опубликован. 8 декабря 1991 г. главы трёх республик — учредителей Союза ССР (РСФСР, Украины, Белоруссии) подписали Беловежское соглашение о создании Содружества Независимых Государств как межгосударственной организации, к которому 21 декабря в Алма-Ате присоединились ещё 8 республик.
Провозгласившие независимость автономные образования не получили признания со стороны мирового сообщества. Абхазия и Южная Осетия после 2008 года добились частичного международного признания, Приднестровская Молдавская Республика продолжает оставаться полностью непризнанным государством.
5 автономий, провозгласивших независимость в ходе распада СССР, впоследствии её утратили:
1. Татарстан, подписавший в 1994 году Федеративный договор, что положило конец его конфликту с федеральным российским законодательством;
2. Чеченская Республика Ичкерия, в ходе двух Чеченских войн была реинтегрирована в состав РФ в 1994—2000 годах;
3. Гагаузия, в 1994 году мирно реинтегрированная в состав Молдавии как Автономное территориальное образование Гагаузия;
4. Каракалпакстан, в 1993 году подписавший договор о вхождении в состав Узбекистана;
5. Нагорно-Карабахская республика, по итогам завершившегося в 2023 году карабахского конфликта прекратила свое существование и была реинтегрирована в состав Азербайджана.

### Хронология принятия деклараций о суверенитетах союзных республик и их независимости от СССР
| Республика          | Провозглашение суверенитета | Переименование                               | Провозглашение независимости от СССР | Признание независимости со стороны СССР |
| ------------------- | --------------------------- | -------------------------------------------- | ------------------------------------ | --------------------------------------- |
| Эстонская ССР       | 16 ноября 1988              | c 8 мая 1990: Эстонская Республика           | 8 мая 1990                           | 6 сентября 1991                         |
| Литовская ССР       | 26 мая 1989                 | с 11 марта 1990: Литовская Республика        | 11 марта 1990                        | 6 сентября 1991                         |
| Латвийская ССР      | 28 июля 1989                | с 4 мая 1990: Латвийская Республика          | 4 мая 1990                           | 6 сентября 1991                         |
| Азербайджанская ССР | 23 сентября 1989            | с 5 февраля 1991: Азербайджанская Республика | 30 августа 1991                      | 26 декабря 1991                         |
| Грузинская ССР      | 26 мая 1990                 | с 14 ноября 1990: Республика Грузия          | 9 апреля 1991                        | 26 декабря 1991                         |
| Российская СФСР     | 12 июня 1990                | с 25 декабря 1991: Российская Федерация      | 12 декабря 1991                      | 26 декабря 1991                         |
| Узбекская ССР       | 20 июня 1990                | с 31 августа 1991: Республика Узбекистан     | 31 августа 1991                      | 26 декабря 1991                         |
| Молдавская ССР      | 23 июня 1990                | с 23 мая 1991: Республика Молдова            | 27 августа 1991                      | 26 декабря 1991                         |
| Украинская ССР      | 16 июля 1990                | с 24 августа 1991: Украина                   | 24 августа 1991                      | 26 декабря 1991                         |
| Белорусская ССР     | 27 июля 1990                | с 19 сентября 1991: Республика Беларусь      | 10 декабря 1991                      | 26 декабря 1991                         |
| Туркменская ССР     | 22 августа 1990             | с 27 октября 1991: Туркменистан              | 27 октября 1991                      | 26 декабря 1991                         |
| Армянская ССР       | —                           | с 23 августа 1990: Республика Армения        | 23 августа 1990                      | 26 декабря 1991                         |
| Таджикская ССР      | 24 августа 1990             | с 31 августа 1991: Республика Таджикистан    | 9 сентября 1991                      | 26 декабря 1991                         |
| Казахская ССР       | 25 октября 1990             | с 10 декабря 1991: Республика Казахстан      | 16 декабря 1991                      | 26 декабря 1991                         |
| Киргизская ССР      | 15 декабря 1990             | с 5 февраля 1991: Республика Кыргызстан      | 31 августа 1991                      | 26 декабря 1991                         |

### Попытки противостояния процессу распада СССР
3 декабря 1990 года Верховный Совет СССР поддержал концепцию предложенного президентом СССР М. С. Горбачёвым проекта нового Союзного Договора.
24 декабря 1990 года депутаты IV Съезда народных депутатов СССР постановили считать необходимым сохранение СССР как обновлённой федерации равноправных суверенных республик, в которой будут в полной мере обеспечиваться права и свободы человека любой национальности. В тот же день, по инициативе и настойчивому требованию М. С. Горбачёва, Съездом было принято постановление о проведении всесоюзного референдума о сохранении обновлённого Союза как федерации равноправных суверенных Советских Социалистических Республик.
17 марта 1991 года состоялся референдум, на котором за сохранение и обновление СССР проголосовало большинство граждан, исключая население шести республик (Литвы, Эстонии, Латвии, Молдавии, Грузии, Армении), в которых высшие органы власти отказались проводить референдум, так как ранее объявили о независимости или о переходе к независимости.
На основе концепции референдума рабочей группой в рамках так называемого новоогарёвского процесса весной — летом 1991 года был разработан проект по заключению нового союза — Союза Советских Суверенных Республик (СССР, Союз ССР, Союз Суверенных Государств) как мягкой, децентрализованной федерации.
Окончательная редакция «Договора о Союзе суверенных государств» была опубликована 15 августа. В новом Договоре указывалось: «Государства, образующие Союз, обладают всей полнотой политической власти, самостоятельно определяют своё национально-государственное устройство, систему органов власти и управления, они могут делегировать часть своих полномочий другим государствам — участникам Договора…». Членами нового союза должны были стать девять из пятнадцати союзных республик бывшего СССР: как заявил М. С. Горбачёв в телевизионном обращении 3 августа 1991 года, 20 августа новый союзный договор должны были подписать Беларусь, Казахстан, РСФСР, Таджикистан и Узбекистан, а осенью к ним могли присоединиться Азербайджан, Кыргызстан, Украина и Туркменистан.
Подписание нового союзного договора было сорвано августовским путчем и попыткой отстранения М. С. Горбачёва от должности президента СССР, сразу после чего независимость провозгласили почти все оставшиеся союзные республики, а также несколько автономных образований (в составе России, Грузии, Молдавии).
После провала ГКЧП работа над новым Союзным договором была продолжена, но теперь уже речь шла о создании Союза Суверенных Государств на конфедеративных началах. Тем временем Горбачёв, вернувшийся в столицу из Фороса, начал окончательно терять рычаги управления, которые постепенно отходили к президенту РСФСР Б. Н. Ельцину и главам других союзных республик.
6 сентября Государственный Совет СССР, в нарушение Закона СССР «О порядке решения вопросов, связанных с выходом союзной республики из СССР», признал выход трёх прибалтийских республик (Латвии, Литвы и Эстонии) из Союза ССР.
14 ноября главы семи из двенадцати союзных республик (России, Беларусь, Казахстана, Кыргызстана, Таджикистана, Туркменистана, Узбекистана) и президент СССР Михаил Горбачёв сделали заявление о намерении заключить договор о создании ССГ.
К началу декабря референдумы о независимости прошли во всех республиках кроме России, Беларуси, Таджикистана, Кыргызстана и Казахстана. В том числе 1 декабря состоялся референдум о независимости на Украине, участники которого (включая Крым) поддержали Акт провозглашения независимости Украины от 24 августа 1991 года. Борис Ельцин сразу же сделал заявление о признании независимости Украины, а днями позже после встречи с Горбачёвым для обсуждения перспектив ССГ заявил, что «без Украины союзный договор теряет всякий смысл». Также, как Ельцин признавался президенту США Бушу, Россия не согласилась на новый союз ввиду того, что в нём из семи республик только две были бы «славянскими», а остальные «мусульманскими».
8 декабря главы трёх республик-учредителей Союза ССР (РСФСР, Украины, Беларуси) подписали Беловежское соглашение о создании Содружества Независимых Государств, к которому 21 декабря присоединились ещё восемь республик. 12 декабря Верховный Совет РСФСР, ратифицировав Беловежские соглашения (не имея на то полномочий согласно ст. 104 действовавшей на тот момент редакции Конституции РСФСР), следом принимает Постановление «О денонсации Договора об образовании СССР», оформившее выход республики из Союза. Подготовка нового Союзного договора была сорвана, 25 декабря М. С. Горбачёв подаёт в отставку, а 26 декабря Совет Республик ВС СССР принял Декларацию о прекращении существования Союза СССР, означавшую его самороспуск.
В апреле 1992 года VI съезд народных депутатов Российской Федерации трижды отказался ратифицировать Беловежское соглашение и исключить из текста Конституции РСФСР упоминание о Конституции и законах СССР.

## Россия
С июля по декабрь 1990 года происходит «парад суверенитетов» автономных республик и автономных областей РСФСР. Большинство автономных республик провозглашают себя советскими социалистическими республиками в составе РСФСР. 20 июля Верховный Совет Северо-Осетинской АССР принял декларацию о государственном суверенитете. Вслед за этим 9 августа была принята Декларация о государственном суверенитете Карельской АССР, 29 августа — Коми ССР, 20 сентября — Удмуртской Республики, 27 сентября — Якутской-Саха ССР, 8 октября — Бурятской ССР, 11 октября — Башкирской ССР-Башкортостан, 18 октября — Калмыцкой ССР, 22 октября — Марийской ССР, 24 октября — Чувашской ССР, 25 октября — Горно-Алтайской АО, 12 декабря — Тувинской АССР.
18 октября 1991 года провозгласил суверенитет Ямало-Ненецкий автономный округ.
Также переименовали и повысили свой статус АО и АССР до республик/ССР: Республика Адыгея (Адыгея), Дагестанская Советская Социалистическая Республика — Республика Дагестан, Кабардино-Балкарская Республика, Карачаево-Черкесская Советская Социалистическая Республика, Мордовская Советская Социалистическая Республика, Республика Хакасия.
В этих и других документах того периода республики провозглашались носителями суверенитета. При этом, однако, вопрос о полной государственной независимости и выходе из состава РСФСР, как правило, не ставился, отношения с федеральным центром предполагалось в дальнейшем урегулировать путём заключения с ним договоров.
24 мая 1991 года были приняты изменения в Конституции РСФСР, касающиеся названий Автономных Советских Социалистических Республик (АССР) — они стали именоваться Советскими Социалистическими Республиками (ССР) в составе РСФСР, что противоречило статье 85 Конституции СССР. Бывшие автономные республики России готовились войти в состав нового Союза Советских Суверенных Республик (Союза Суверенных Государств).
31 марта 1992 года все республики в составе Российской Федерации (РСФСР) за исключением Татарстана и Чечено-Ингушетии подписали обновлённый федеративный договор. 25 декабря 1993 года вступила в силу принятая на всенародном голосовании Конституция Российской Федерации, которая не содержала упоминания о Конституции и законах Союза ССР. Статьёй 4 принятой Конституции было установлено, что суверенитет Российской Федерации распространяется на всю её территорию, а федеральные законы имеют на всей её территории верховенство. Конституцией была установлена возможность заключения договоров о разграничении полномочий между федеральным центром и субъектами Российской Федерации, однако устанавливалось, что в случае несоответствия положений этих договоров, а также ранее заключённого Федеративного договора положениям Конституции Российской Федерации действуют положения Конституции (пункт 1 Раздела II Конституции Российской Федерации).
В дальнейшем при оценке тех или иных положений законодательства различных субъектов Российской Федерации на предмет их соответствия Конституции Российской Федерации Конституционный суд Российской Федерации неоднократно констатировал конституционно-правовую невозможность и незаконность «двухъярусного суверенитета» Российской Федерации и её субъектов. Так, в частности, в Постановлении Конституционного Суда Российской Федерации от 7 июня 2000 г. № 10-П «По делу о проверке конституционности отдельных положений Конституции Республики Алтай и Федерального закона „Об общих принципах организации законодательных (представительных) и исполнительных органов государственной власти субъектов Российской Федерации“», указывалось:

Суверенитет Российской Федерации как демократического федеративного правового государства, распространяющийся на всю её территорию, закреплён Конституцией Российской Федерации в качестве одной из основ конституционного строя … Носителем суверенитета и единственным источником власти в Российской Федерации, согласно Конституции Российской Федерации, является её многонациональный народ … Суверенитет, предполагающий … верховенство, независимость и самостоятельность государственной власти, полноту законодательной, исполнительной и судебной власти государства на его территории и независимость в международном общении, представляет собой необходимый качественный признак Российской Федерации как государства, характеризующий её конституционно-правовой статус.
Конституция Российской Федерации не допускает какого-либо иного носителя суверенитета и источника власти, помимо многонационального народа России, и, следовательно, не предполагает какого-либо иного государственного суверенитета, помимо суверенитета Российской Федерации. Суверенитет Российской Федерации, в силу Конституции Российской Федерации, исключает существование двух уровней суверенных властей, находящихся в единой системе государственной власти, которые обладали бы верховенством и независимостью, то есть не допускает суверенитета ни республик, ни иных субъектов Российской Федерации.
Конституция Российской Федерации связывает суверенитет Российской Федерации, её конституционно-правовой статус и полномочия, а также конституционно-правовой статус и полномочия республик, находящихся в составе Российской Федерации, не с их волеизъявлением в порядке договора, а с волеизъявлением многонационального российского народа — носителя и единственного источника власти в Российской Федерации, который, реализуя принцип равноправия и самоопределения народов, конституировал возрождённую суверенную государственность России как исторически сложившееся государственное единство в её настоящем федеративном устройстве.
Содержащееся в Конституции Российской Федерации решение вопроса о суверенитете предопределяет характер федеративного устройства, исторически обусловленного тем, что субъекты Российской Федерации не обладают суверенитетом, который изначально принадлежит Российской Федерации в целом … Республики как субъекты Российской Федерации не имеют статуса суверенного государства и решить этот вопрос иначе в своих конституциях они не могут, а потому не вправе наделить себя свойствами суверенного государства, — даже при условии, что их суверенитет признавался бы ограниченным.
Конституция Российской Федерации, определяя … статус … республик как субъектов Российской Федерации, исходит из … принципа равноправия всех субъектов Российской Федерации, в том числе в их взаимоотношениях с федеральными органами государственной власти. Признание же за республиками суверенитета, при том что все другие субъекты Российской Федерации им не обладают, нарушило бы конституционное равноправие субъектов Российской Федерации, сделало бы невозможным его осуществление в принципе, поскольку субъект Российской Федерации, не обладающий суверенитетом, по своему статусу не может быть равноправным с суверенным государством.
Следовательно, использование в статье 5 (часть 2) Конституции Российской Федерации применительно к установленному ею федеративному устройству понятия «республика (государство)» не означает — в отличие от Федеративного договора от 31 марта 1992 года — признание государственного суверенитета этих субъектов Российской Федерации, а лишь отражает определённые особенности их конституционно-правового статуса, связанные с факторами исторического, национального и иного характера.
В связи с этим содержавшиеся ранее в конституциях ряда республик в составе России положения, указывающие на их суверенитет, к настоящему моменту практически повсеместно удалены.

### Татарстан
30 августа 1990 года Верховный Совет Татарской АССР принял Декларацию о государственном суверенитете Татарской ССР. В декларации, в отличие от почти всех других автономных российских (кроме Чечено-Ингушетии) республик, не было напрямую указано нахождение республики ни в составе РСФСР, ни СССР и было объявлено, что Конституция и законы Татарской ССР обладают верховенством на всей территории Татарской ССР. 26 декабря 1991 года, в связи с беловежским соглашением о прекращении существования СССР и об образовании СНГ, была принята Декларация о вхождении Татарстана в СНГ на правах учредителя.
21 марта 1992 года прошёл референдум о статусе Республики Татарстан. Однако до этого Постановлением Конституционного суда РСФСР от 13 марта 1992 года № 3-П были признаны не соответствующим Конституции РСФСР 1978 года ряд положений Декларации о государственном суверенитете Татарской ССР от 30 августа 1990 года, ограничивающие действие законов РСФСР на территории Татарстана, а также постановление Верховного Совета Республики Татарстан от 21 февраля 1992 года «О проведении референдума Республики Татарстан по вопросу о государственном статусе Республики Татарстан» в части формулировки вопроса, предусматривающей, что Республика Татарстан является субъектом международного права и строит свои отношения с Российской Федерацией и другими республиками, государствами на основе равноправных договоров.
В 1994 году президент России Борис Ельцин и Президент Татарстана Минтимер Шаймиев подписали договор «О разграничении предметов ведения и взаимном делегировании полномочий». По этому договору Казань получала исключительное право распоряжаться землёй, ресурсами, создать систему госорганов, формировать бюджет, иметь своё гражданство и даже формировать свою международную политику.
В 2007 году президентами РФ и Татарстана был подписан Договор о разграничении полномочий. Татарстан на 10 лет получал право принимать решения по экономическим, экологическим, культурным и некоторым другим вопросам. В 2017 году, несмотря на обращения общественных организаций (например Съезда Всемирного конгресса татар), депутатов Госсовета Татарстана, Договор о разграничении полномочий не был продлён и после истечения срока действия потерял силу.

### Чечня
27 ноября 1990 года Верховный Совет ЧИАССР утвердил Декларацию о государственном суверенитете Чечено-Ингушская АССР, в которой не было указано, что республика входит в состав РСФСР и СССР.
8—9 июня 1991 года путём выделения из Чечено-Ингушской АССР была провозглашена Чеченская Республика Ичкерия, которая через месяц провозгласила независимость. В результате первой чеченской 1994—1996 годов и второй чеченской 1999—2000 годов войн Чечня была возвращена в состав России.

## Азербайджан

### Нахичеванская Автономная Республика
19 января 1990 года чрезвычайная сессия Верховного Совета Нахичеванской АССР приняла постановление о выходе Нахичеванской АССР из Союза ССР и объявлении независимости. 17 ноября того же года Верховный Совет Нахичеванской АССР изменил наименование Нахичеванская АССР на Нахичеванская Автономная Республика.

### Нагорно-Карабахская Республика
2 сентября 1991 года на совместной сессии Нагорно-Карабахского областного и Шаумяновского районного Советов народных депутатов Азербайджанской ССР была принята Декларация о провозглашении Нагорно-Карабахской Республики в границах Нагорно-Карабахской автономной области (НКАО) и прилегающего Шаумяновского района Азербайджанской ССР. По итогам боевых действий в сентябре 2023 года прекратила свое существование и вошла в состав Азербайджана.

## Грузия

### Южная Осетия
Образовалась 20 сентября 1990 года, провозгласила независимость от Грузии 21 декабря 1991 года.

### Абхазия
В 1990 году Абхазская АССР была провозглашена суверенной Абхазской Советской Социалистической Республикой; современное название республики официально установлено 23 июля 1992 года.

### Аджария
В декабре 1990 года Аджарская АССР была переименована в Аджарскую Автономную Республику. Она не заявляла о своём выходе из Грузии, но фактически не находилась под контролем Тбилиси до 2004 года.

## Молдова

### Приднестровье
В 1990 году на фоне событий распада СССР Приднестровская Молдавская Республика провозгласила независимость от Молдавской ССР, что привело к вооружённому конфликту в 1992 году. Республика Молдова не признала отделение ПМР, и вопрос о статусе данной территории остаётся нерешённым. С этого момента ведётся вялотекущий диалог по разрешению конфликта. Ситуация вокруг Приднестровья часто характеризуется как «замороженный конфликт».

### Гагаузия
19 августа 1990 года состоялся I Съезд народных депутатов степного юга Молдавской ССР, на котором была принята «Декларация о свободе и независимости гагаузского народа от Республики Молдова» 25 октября 1990 премьер-министр Молдавии Мирча Друк с целью сорвать выборы и «пресечения сепаратизма» направил в Комрат автобусы с националистами (по гагаузским источникам, 50 тысяч) в сопровождении отрядов милиции. На протяжении четырёх лет после этого Гагаузская Республика существовала как непризнанное государство. Были сформированы и функционировали основные органы государственной власти (Президент, Верховный Совет, министерства и ведомства, армия). В декабре 1994 на основе достигнутых соглашений Республики Гагаузия и Республики Молдова был подписан документ о мирной интеграции Гагаузии в состав Молдавии на правах автономии, что и было осуществлено до лета 1995 года.

## Украина
Декларация о государственном суверенитете Украины (укр. Декларація про державний суверенітет України) — документ о провозглашении государственного суверенитета Украины. Принята Верховным Советом Украинской ССР XII созыва 16 июля 1990 года.

### Крым
В январе 1991 был проведён референдум о восстановлении Крымской АССР.
12 февраля 1991 года была воссоздана Крымская Автономная Советская Социалистическая Республика на территории Крымской области, которая была образована после войны, вскоре после депортации коренного населения республики, крымских татар.
4 сентября 1991 года чрезвычайная сессия Верховного Совета Крымской АССР приняла Декларацию о государственном суверенитете Республики Крым, где говорилось о стремлении остаться в составе Украины. 5 мая 1992 года Верховный Совет Крыма принял акт о провозглашении государственной самостоятельности Республики Крым, а день спустя — Конституцию, которая определила Республику Крым как демократическое государство в составе Украины, а город Севастополь как город с особым статусом и неотъемлемую часть Крыма.
Верховная Рада Украины, однако, рассматривала Республику Крым лишь как автономию, по аналогии с другими советскими республиками. Законом о статусе автономной Республики Крым (от 29 апреля 1992 года, № 2299-XII) устанавливалось, что «Республика Крым является автономной частью Украины и самостоятельно решает вопросы, отнесённые к её ведению Конституцией и законами Украины». 30 июня 1992 года закон Украины «О статусе автономной Республики Крым» был пересмотрен и переименован в закон «О разграничении полномочий между органами государственной власти Украины и Республики Крым», на основании которого Верховный Совет Крыма в сентябре того же года принял конституционные поправки, приводящие основной закон республики в соответствие с общеукраинским законом.
4 февраля 1994 года президентом Крыма был избран представитель пророссийского блока «Россия» Ю. А. Мешков. 10 марта того же года он издал указ о проведении 27 марта опроса о восстановлении Конституции 1992 года в первоначальной редакции. В соответствии с официальными итогами опроса, 20 мая 1994 года Верховный Совет Крыма принял закон Республики Крым «О восстановлении конституционных основ государственности Республики Крым», отменяющий конституционные поправки сентября 1992 года.
21 сентября 1994 года вопрос о крымской автономии рассматривался на заседании Верховной рады Украины. Председатель Комитета ВР Украины по вопросам правовой политики и судебной реформы В. Стретович заявил, что на украинско-крымских переговорах «довольно часто доводилось слышать», что Конституция Украины на Республику Крым не распространяется, поскольку в ней речь идёт о Крымской АССР, и предложил заменить в Конституции все оставшиеся упоминания наименования Крымская Автономная Советская Социалистическая Республика на Республика Крым, однако это предложение подверглось критике, поскольку «Крым предъявляет претензии в том, что не соответствует действительности, а мы их удовлетворяем. Даже вот в таком малом, как название „Республика Крым“. То есть уже об автономии речь не идёт».
В итоге было решено записать название крымской автономии как «Автономная Республика Крым». 17 марта 1995 года Верховная рада Украины приняла закон «Об отмене Конституции и некоторых законов Автономной Республики Крым», в связи с чем были отменены многие принятые ранее нормативно-правовые акты и упразднена должность президента Республики Крым. В их числе был отменён и закон Украины «О статусе автономной Республики Крым» от 29 апреля 1992 года № 2299-XII, вместо которого начал действовать закон Украины «Об Автономной Республике Крым» (Закон України «Про Автономну Республіку Крим») от 17 марта 1995 № 95/95-ВР.
1 ноября 1995 года Верховный Совет Крыма принял новую конституцию, не предусматривавшую должность президента и суверенитет Крыма. В то же время, эта конституция сохраняла старое название автономии Республика Крым и право Верховного Совета Крыма на издание законов. 4 апреля 1996 года эта конституция была утверждена Верховной Радой Украины.

## Казахстан
25 октября 1990 года Казахская ССР приняла декларацию о государственном суверенитете.